# Phra Mae Thorani
Pour les articles homonymes, voir Thorani.

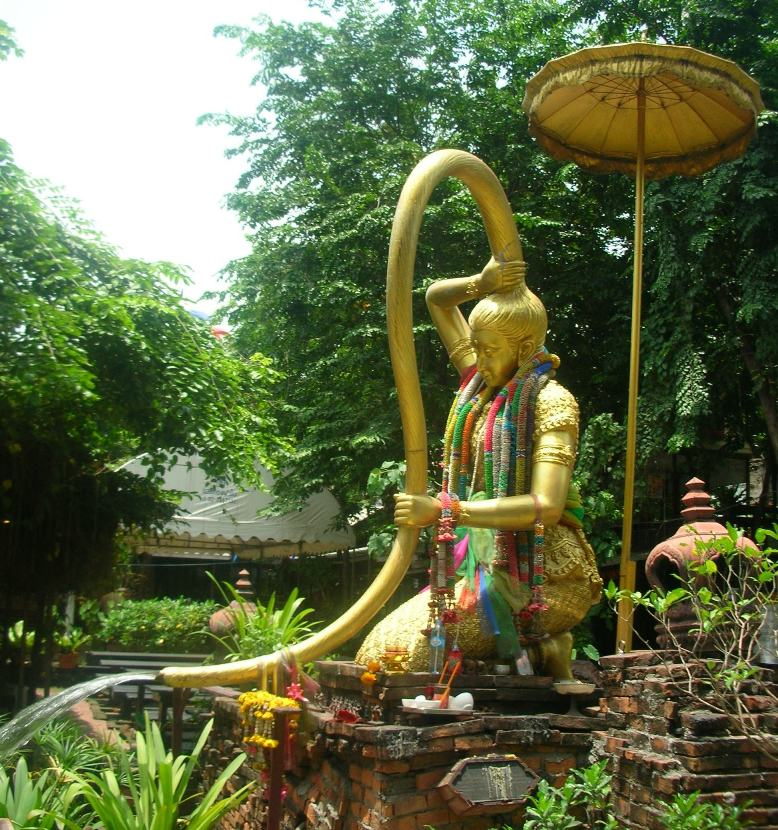
Prea Mae Thorani (fontaine à Cambodge).

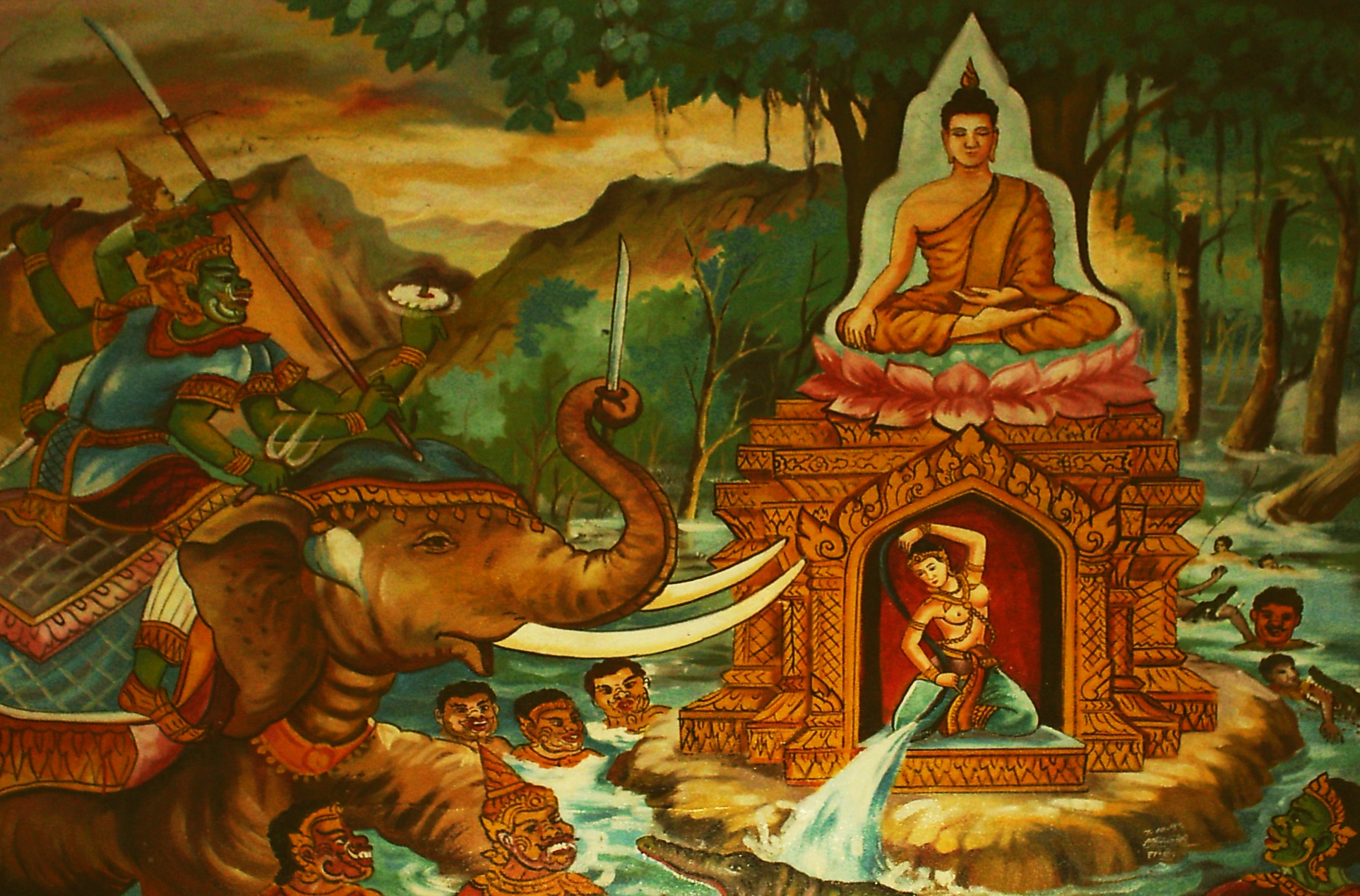
Peinture dans un monastère du Laos. Bouddha au cours de la bataille avec Mara, appelant la Terre à témoin.

Preah Mae Thorani (khmer ព្រះធរណី) est une déesse de la Terre dans la mythologie bouddhique d'Asie du Sud-Est.
Les représentations de Preah Mae Thorani sont courantes dans les sanctuaires et les temples bouddhistes de Birmanie, du Cambodge, de Thaïlande et du Laos. Selon les mythes bouddhistes, Preah Mae Thorani est personnifiée comme une jeune femme qui, en essorant ses cheveux, en fit sortir de l'eau pour noyer Māra, le démon envoyé pour tenter le Bouddha quand il méditait sous l'arbre bodhi.
Sur les fresques murales des temples, Preah Mae Thorani est souvent représentée avec le Bouddha dans la posture de « la prise de la terre à témoin » (Bhûmisparsha-Mudrā). Les eaux qui coulent de sa longue chevelure ont permis de noyer l'armée de Māra. L'eau symbolise les mérites accumulés par le Bouddha dans ses vies passées, sa perfection et sa générosité.